# Susann Müller
Susann Müller (født 26. maj 1988 i Saalfeld) er en tysk håndboldspiller som spiller højre back.
Hun begyndte med at spille håndbold i 1. SSV Saalfeld. Susann Müller fik debut på det tyske A-landshold den 18. oktober 2007 mod Japan i Rotterdam. Få dage før Europamesterskaberne 2010 i Danmark havde hun i alt spillet 68 kampe og scoret 220 mål for nationalmandskabet. I sommeren 2010 skiftede hun til SK Aarhus, efter hun havde spillet i HC Leipzig siden 2003.
Susann Müller er gift med håndboldspilleren Nina Müller som hun spillede sammen med i SG BBM Bietigheim